# Kriči
Kriči su staro izumrlo neslavensko pleme s područja uz rijeku Taru u Crnoj Gori, i u srodstvu s Matarugama, Matagužima, Malonšićima, Macurama, Bukumirima, i Španjima.

## Porijeklo
Nakon prodora slavenskih plemena s područja današnje Bosne na područje današnje Hercegovine, oni su se sukobili s Matarugama, starijim slojem stanovništva. U narodnoj predaji je ostalo zabilježeno da je Mataruge predvodio „kralj“ Sumor i da su se nakon jedne velike bitke na području današnjeg Nevesinja povukli prema današnjoj Foči, nakon čega su se preci Drobnjaka s ostalim slavenskim plemenima naselili na područje nikšićkog polja. Dio Mataruga koji se nakon spomenute bitke na području današnjeg Nevesinja i Sumorove pogibije povukao prema današnjoj Foči i grupirao oko rijeke Tare nazvan je Kričima, a oblast koju su naseljavali nazvana je Kričkom. Sami Mataruge su potekli od većeg predslavenskog plemena Španja.

## Etimologija
Kriči su kao pleme neslavenskog porijekla, ali su svoj naziv dobili od pridošlih slavena koje je njihov govor podsiječao na kričanje (viku). 

## Rasprostranjenost
Svoje katune Kriči su imali na planini Sinjajevini i u kraju poznatom kao Jezera. Prostirali su se između današnje Foče i današnjeg Kolašina (Luburić prenosi predanje koje je zabilježio Nićifor Dučić, po kome je čitava oblast Kolašina nazivana Kričkom i da su na njenom čelu bile vojvode Kričkovići), dok je središte bilo na području današnjih Pljevalja.

## Raspad plemena
Kriči su se održali do sredine 15. stoljeća, a izginuli su po dolasku Slavena u neprekidnim borbama s crnogorskim plemenom Drobnjaci koji su ih protjerali preko rijeke Tare. O uzroku sukoba se nagađa, a jedan od njih su pašnjaci za stoku. Prema nekom krvavom sukobu između Kriča i Drobnjaka jedan izvor vode iznad sela Gornja Bukovica prozvan je Krvavac.

## Vanjske poveznice
- Njegovuđa, Riblje i Vražje jezero
- Kriči- tragom izgubljenog plemena